# 中川秀胤
中川 秀胤（なかがわ ひでたね、生年不詳 - 慶長5年（1600年））は、戦国時代の武将。通称金右衛門。

## 略歴
織田信長に仕え、永禄3年（1560年）、桶狭間の戦いで武功を挙げ、永禄7年（1564年）には百石を賜った  。秀胤の子・中川胤重（又十郎）も、信長・秀信に仕え、慶長5年（1600年）岐阜城の戦いで戦死した。
子孫に江戸時代の茶人住山楊甫がいる。